# Sphecodes convergens
Sphecodes convergens är en biart som beskrevs av Michener 1978. Sphecodes convergens ingår i släktet blodbin, och familjen vägbin. Inga underarter finns listade i Catalogue of Life.